# Elizabeth Nourse

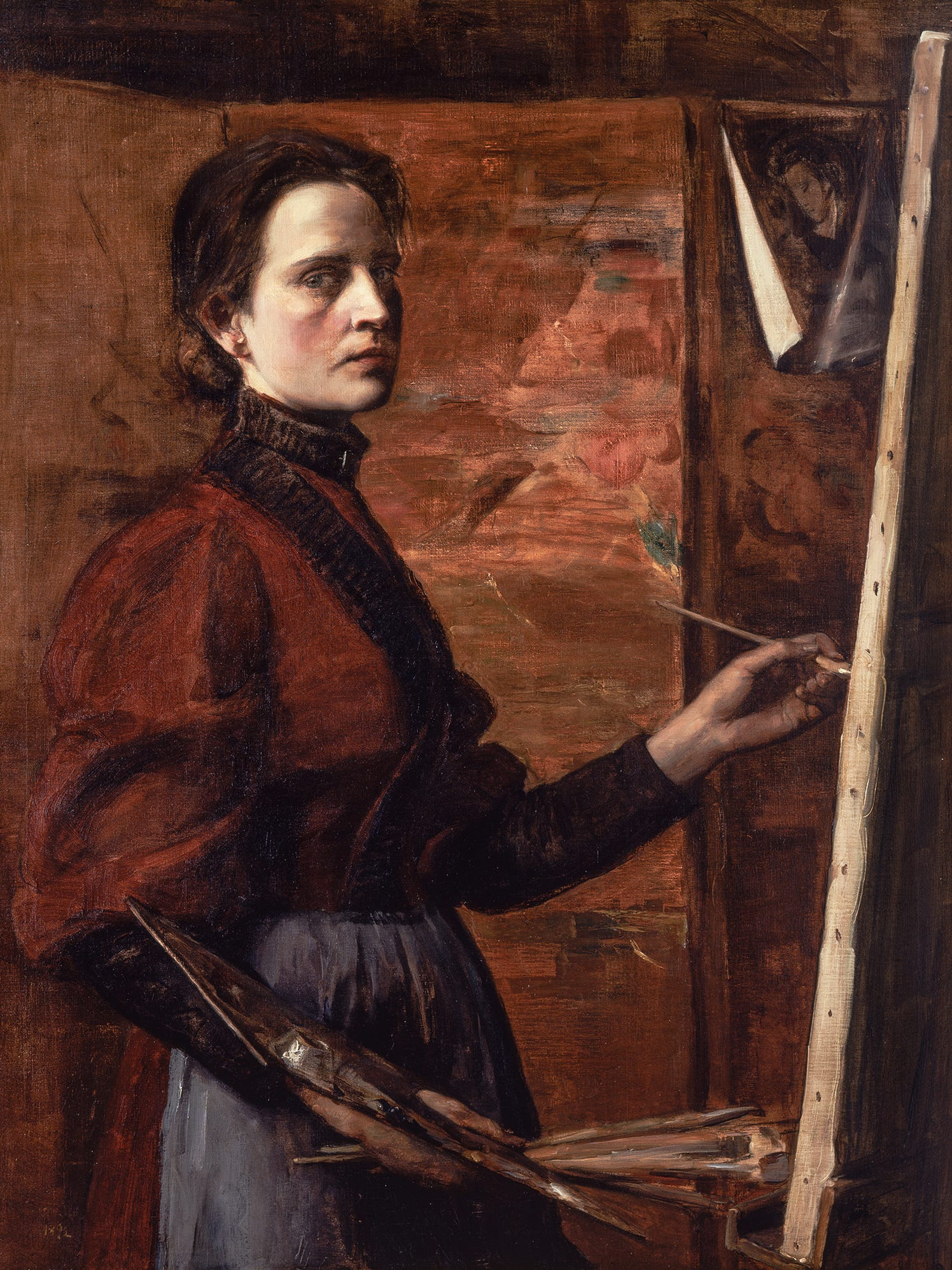
Elizabeth Nourse, zelfportret.

Elizabeth Nourse (Cincinnati, 26 oktober 1859 - Parijs, 8 augustus 1938) was een Amerikaans kunstschilderes die het grootste deel van haar carrière werkte in Europa.

## Leven en werk
Nourse werd met haar tweelingzuster Adelaide geboren in een katholiek gezin van tien kinderen. Ze bezocht de McMickenArt  School of Design in Cincinnati. Na de dood van haar ouders ging ze naar New York, waar ze met steun van een weldoener studeerde aan de Art Students League of New York. Tussen 1884 en 1886 schilderde ze veel in de Appalachen.

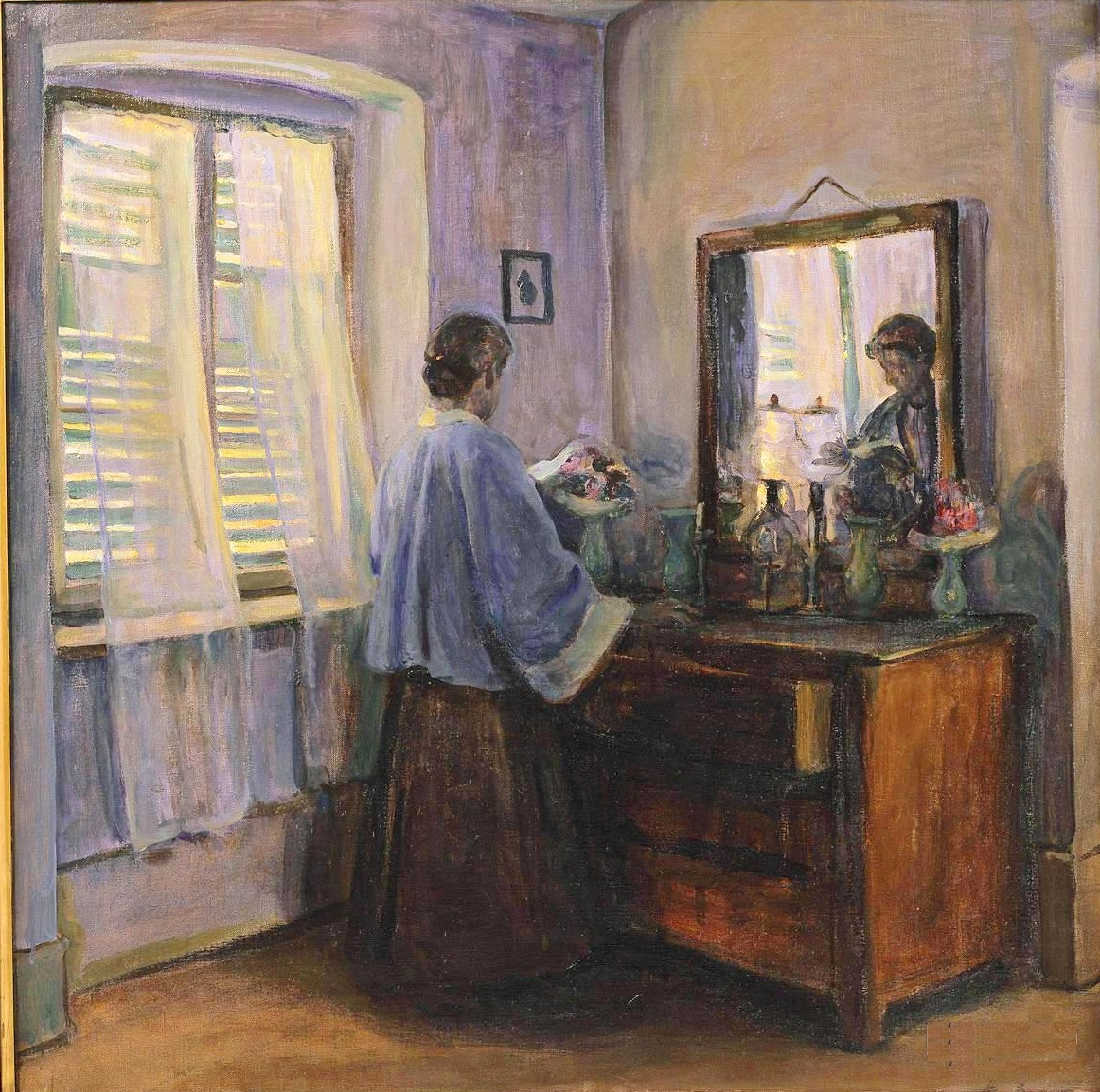
Les volets clos, circa 1890.

In 1887 vertrok Nourse met haar oudere zus Louise naar Parijs en bezocht daar de Académie Julian, waar ze in de leer trad bij Gustave Boulanger en Jules Lefebvre. In 1888 opende ze een eigen studio in de Franse hoofdstad. Daarnaast werkte ze vaak in Bretagne en zou ze veel door Europa blijven reizen. In de zomer van 1892 verbleef ze met Louise en twee oude vriendinnen uit Cincinnati drie maanden in een huisje te Volendam.
Het werk van Nourse is geschoeid op een academische, naturalistische leest, soms met invloeden vanuit het impressionisme. Ze maakte vooral portretten en genrestukken. Haar werk wordt wel vergeleken met dat van Mary Cassatt en Cecilia Beaux, twee landgenotes die in dezelfde periode eveneens naam maakten in Parijs. Waar Beaux en Cassatt echter vaak de 'beau monde' tot hun onderwerp maakten, koos Nourse vooral voor mensen uit het gewone volk. 
Nourse was de eerste vrouw die lid werd van de Societe Nationale des Beaux Arts. Haar schilderij Les volets clos was het eerste werk van een buitenlandse vrouwelijke schilderes dat werd aangekocht door de Franse regering voor het Musée du Luxembourg, waar het in een ruimte kwam te hangen met werken van James McNeill Whistler, Winslow Homer en John Singer Sargent. Ze had als kunstenares een grote productie, mede omdat ze met de verkoop van haar schilderwerk zichzelf en haar zus moest onderhouden. 
Tijdens de Eerste Wereldoorlog keerde Nourse, anders dan veel van haar landgenoten, niet terug naar Amerika, maar bleef in Parijs waar ze zich inzette voor oorlogsslachtoffers, onder meer door fondsenwerving. Ze ontving hiervoor de Laetare-medaille van de Universiteit van Notre Dame. In 1920 werd ze succesvol geopereerd aan borstkanker, maar in 1937 kwam de kanker alsnog terug. Ze overleed in 1938, bijna 79 jaar oud. 
Haar werk is thans vooral te zien in Amerikaanse musea, onder meer in het Cincinnati Art Museum, het Smithsonian American Art Museum in Washington D.C. en het Detroit Institute of Arts.

## Galerij

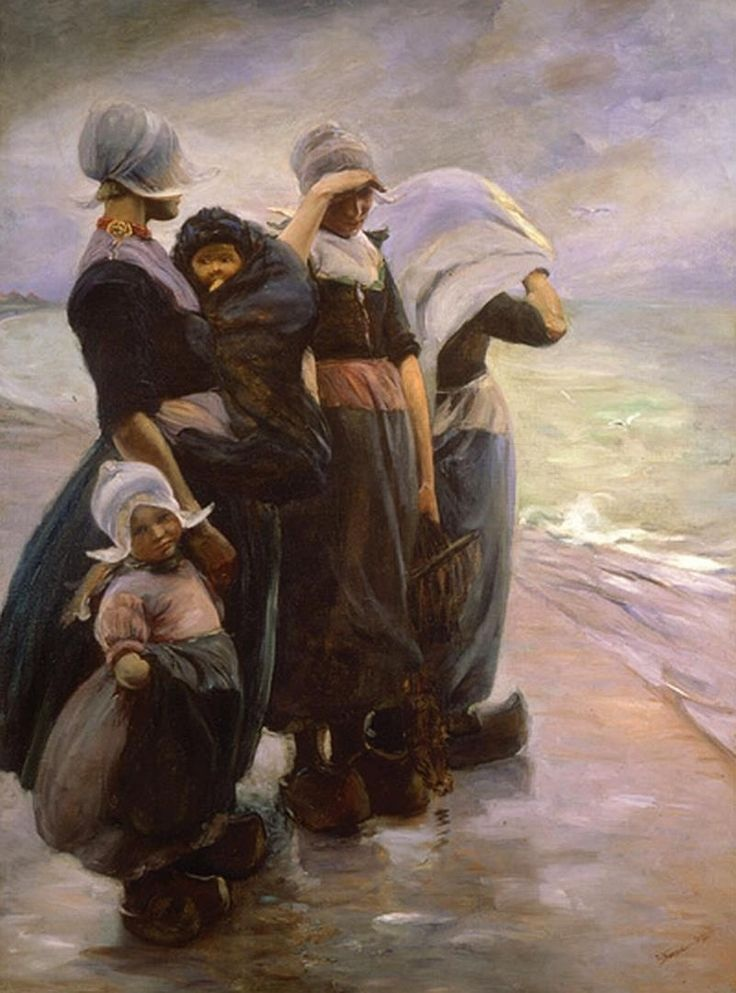
Op de dijk bij Volendam
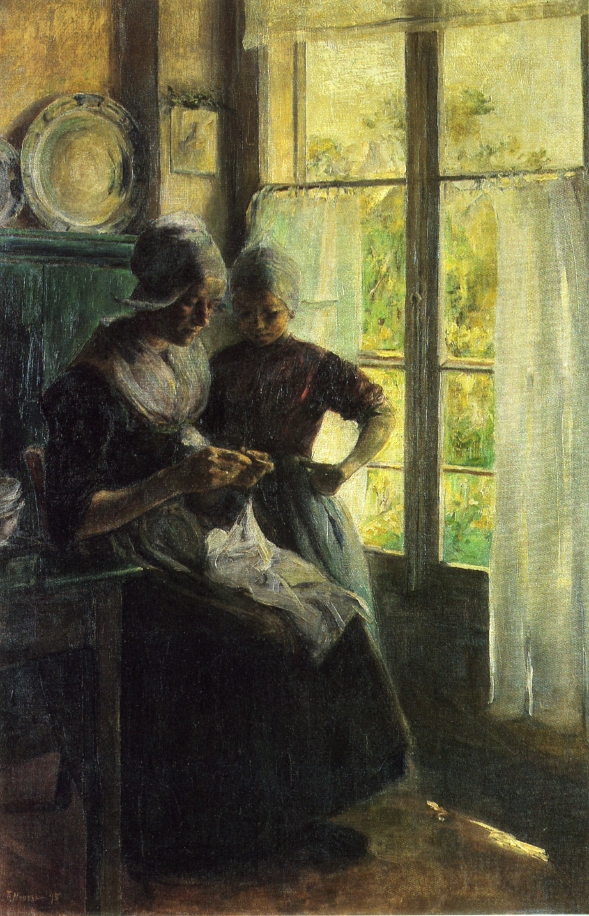
De naailes, Hollands interieur
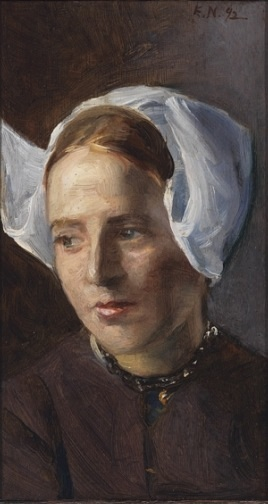
Portret van een Hollands meisje
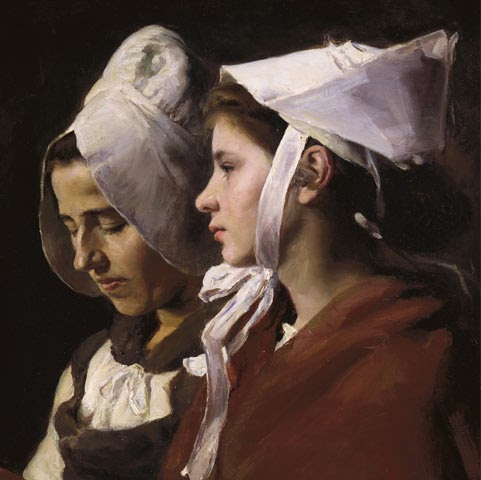
Etude (Bretonse meisjes)
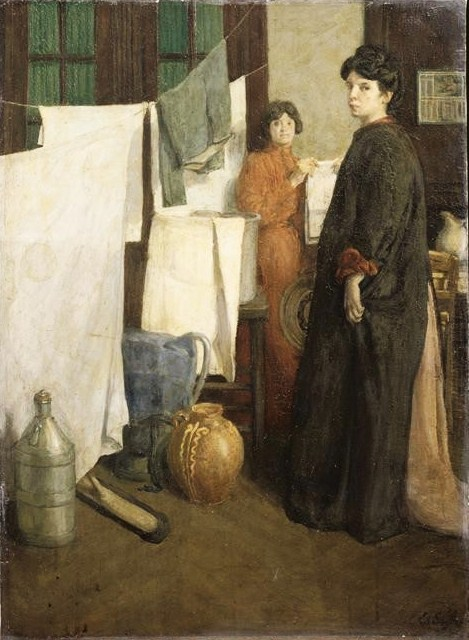
Kleren wassen
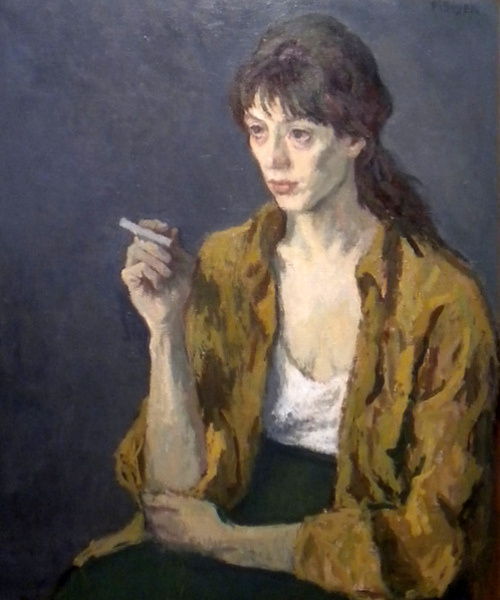
Vrouw met sigaret
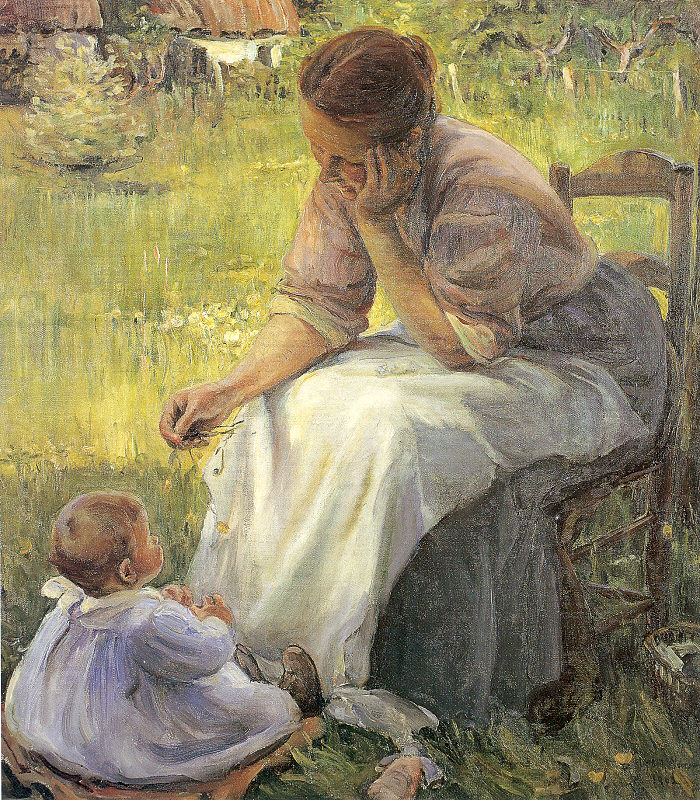
Bezinning
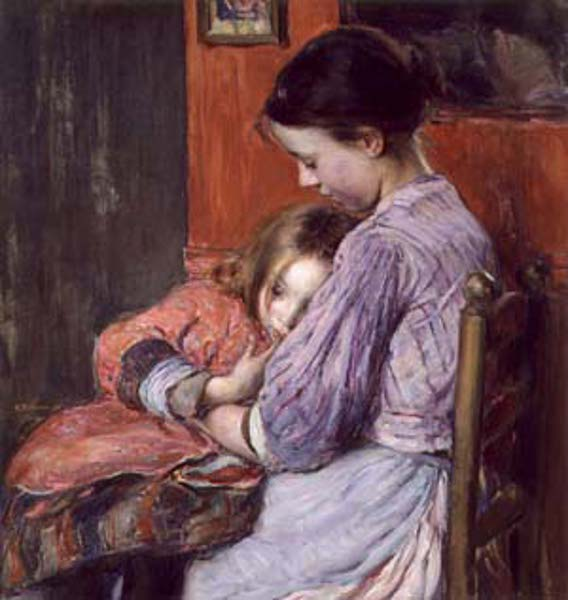
Het kleine zusje
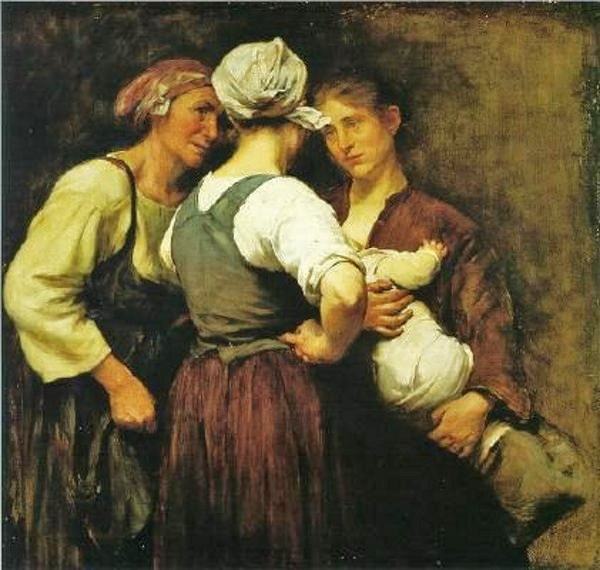
Vrouwenpraatjes
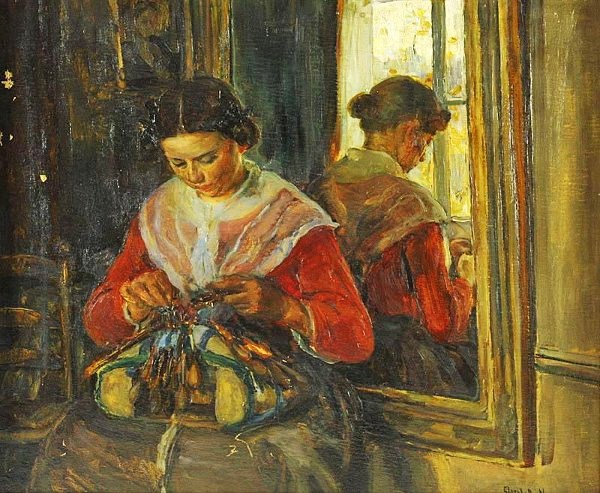
De kantmaakster